# 叶咏年
叶咏年（1934年12月—2023年11月），男，浙江杭州人，中国药剂学家，曾任天津第二医学院药剂学教授，天津市药学会名誉会长，中国药学会理事。